# Glyceria arkansana
Glyceria arkansana är en gräsart som beskrevs av Merritt Lyndon Fernald. Glyceria arkansana ingår i släktet glycerior, och familjen gräs. Inga underarter finns listade i Catalogue of Life.